# Obština Batak
Obština Batak (bulharsky Община Батак) je bulharská jednotka územní samosprávy v Pazardžické oblasti. Leží ve středním Bulharsku v Západních Rodopech. Správním střediskem je město Batak, kromě něj obština zahrnuje 2 vesnice. Žije zde necelých 6 tisíc stálých obyvatel.

## Sídla
Všechna sídla v obštině jsou samosprávná.
| - Batak (sídlo správy) - Fotinovo - Nova Machala |

## Sousední obštiny
| Růžice kompasu | Rakitovo  | Peštera       | Bracigovo | Růžice kompasu |
| Růžice kompasu | Velingrad | Sever         | Devin     | Růžice kompasu |
| Růžice kompasu | Velingrad | Obština Batak | Devin     | Růžice kompasu |
| Růžice kompasu | Velingrad | Jih           | Devin     | Růžice kompasu |
| Růžice kompasu | Sărnica   | Dospat        | Borino    | Růžice kompasu |

## Obyvatelstvo
V obštině žije 5 567 stálých obyvatel a včetně přechodně hlášených obyvatel 6 679. Podle sčítáni 1. února 2011 bylo národnostní složení následující:
- Bulhaři: 3 285 (55.9 %)
- Turci: 2 356 (40.1 %)
- Romové: 211 (3.6 %)
- ostatní: 22 (0.4 %)